# Juan Antonio Collazo
Juan Antonio Collazo Patalagoiti (Montevideo, Uruguay, 6 de agosto de 1896 – ídem 15 de diciembre de 1945), fue un músico  y compositor  con una productiva carrera en su país que hizo la música de Garufa sobre letra de Roberto Fontaina  y Niño bien, sobre letra de Víctor Soliño, dos tangos famosísimos que recorrieron el mundo.

## Carrera profesional
Formó parte del grupo conocido como la Troupe ateniense, una asociación que se formó en 1922, por mano de un grupo de estudiantes universitarios de derecho, y actuó hasta 1930. Su nombre no se refiere a la Grecia antigua, sino al Club Atenas, un famoso equipo de baloncesto montevideano del que algunos de los integrantes del grupo formaban parte. Los espectáculos de la Troupe ateniense que se solían estrenar en primavera, estaban compuestos de breves escenas cómicas y partes musicales. El carácter de las mismas era abiertamente paródico, ironizando a menudo sobre personas o eventos de moda y adoptando el travestismo (los atenienses eran todos hombres). 
Los atenienses tuvieron mucho éxito en Montevideo e incluso llegaron a actuar triunfalmente en distintas ocasiones en Buenos Aires. Pese al abandono de las escenas a fines de 1930, el grupo se reunió en 1931 y 1932 para organizar un «Salón de Harte Ateniense» con evidente intento caricaturesco de las corrientes artísticas del momento. En ocasión del segundo salón publicaron un volumen de poesía, Aliverti liquida, que se considera uno de los libros verbovisuales más destacados de las vanguardias latinoamericanas.
Además del piano tocaba el órgano y el contrabajo. Dentro de sus composiciones, pertenecientes al tango y alguna obra de otros géneros, los que tuvieron mayor difusión fueron pero los que le dieron notoriedad fueron Garufa y Niño bien aunque buena parte de esa fama la deben a sus letras con cierto contenido humorístico, pertenecientes a Roberto Fontaina y Víctor Soliño. Otras de sus obras fueron Qué reo sos, con letra de los mismos autores y La parda Flora sobre letra de Víctor Soliño.
Juan Antonio Collazo falleció en Montevideo el 15 de diciembre de 1945.